# Afro Samurai (videogioco)
Afro Samurai è un videogioco basato sulla omonima saga di fumetti Afro Samurai e sulla serie animata con lo stesso nome, uscito su PlayStation 3 e Xbox 360 il 27 gennaio 2009. Il gioco è stato sviluppato dalla Namco Bandai Games con l’idea di sfruttare il successo del titolo.

## Trama
In un Giappone futuristico con usi e costumi feudali, si dice che colui che brandirà la fascia chiamata Numero 1 sarà il combattente più fiero al mondo e avrà tra le sue mani un potere al pari di quello degli Dei. Il solo modo per ottenere tale fascia è quello di sfidare il possessore attuale in un combattimento. Tuttavia, soltanto chi possiede la fascia Numero 2 può riuscire a sfidare il possessore di Numero 1, mentre chiunque può fronteggiare chi tiene con sé la Numero 2, rendendo il possessore di quest’ultima un bersaglio per chiunque abbia sete di potere.
Quando Afro era giovane, suo padre, Rokutaro, è stato sfidato dal numero 2, Justice. Nella battaglia che seguì, il padre di Afro fu decapitato davanti ai suoi occhi, la sua testa ancora viva gli fu gettata davanti mentre Justice gli toglieva la fascia numero uno e incitava Afro a sfidarlo quando sarebbe stato pronto a duellare con un Dio.
Afro, ormai orfano, fu salvato dal Maestro di Spada e da Jinno, che lo ha poi cresciuto nel dojo del Maestro di Spada per bambini orfani, dove doveva essere addestrato come spadaccino. Durante il periodo trascorso al dojo, Afro ha ucciso numerosi banditi nel tentativo di scoprire la posizione della fascia numero 2 rubata, ma poi viene a sapere che il possessore del numero 2 è il suo maestro di spada. Dopo aver interrogato il suo Maestro sulla questione, lo incontra sotto un albero di bodhi per un duello, ma il duello viene interrotto dall'arrivo degli studenti e una folla enorme di banditi alla ricerca della fascia numero 2. Alla fine Afro uccide il suo Maestro.
Afro, Jinno e Otsuru sono gli unici studenti del dojo che sopravvivono, subito dopo la battaglia appare Ninja Ninja, che cerca di confortare Afro e diventa il suo compagno di avventure, seguendolo fino a raggiungere Kuma anni dopo.
Afro inizia il suo viaggio per vendicarsi di Justice e si dirige verso il Monte Shumi, mentre deve affrontare coloro che cercano la fascia numero 2, tra cui un gran numero di criminali, i Sette senza anima e i loro assassini, come l'Afro Droid e Machine Ninja, così come il suo amico d'infanzia Jinno, che era stato trasformato nel Cyborg Kuma.
Dopo vari combattimenti Afro incontra finalmente Justice e riesce ad ottenere la sua tanto agognata vendetta

## Personaggi
AfroAfro Samurai è il protagonista di questa storia, dà la caccia al possessore della fascia Numero Uno solo per vendicare la morte di suo padre, ucciso da Justice, è inseguito da tutti coloro che bramano il potere della fascetta Numero Uno e perseguitato dal ricordo delle persone che ha tradito e ucciso per diventare il numero Due.
Ninja NinjaNinja Ninja è un uomo dalla personalità estroversa e stravagante che guida Afro Samurai alla caccia di Justice. Nonostante tenti continuamente di parlare con Afro, quest’ultimo si rifiuta di rispondere alle conversazioni. Ha una forte personalità, ma è anche infido, suscettibile e pericolosamente irresponsabile. A volte è difficile stabilire se Ninja Ninja è un alleato o un nemico. (All’interno del collector’s DVD dell’anime di Afro Samurai, gli stessi sviluppatori ammettono che nonostante Ninja Ninja sia capace di interagire con oggetti del mondo esterno, in realtà si tratti semplicemente di un amico immaginario di Afro)
Rokutaro (Padre di Afro)Ex numero Uno, il padre di Afro morì dopo essersi scontrato con Justice.
JusticeÈ l’assassino del padre di Afro, nonché l’attuale numero Uno, considerato un Dio in Terra. Con un aspetto mostruoso ma allo stesso tempo affascinante e carismatico, Justice è l’unico che può placare la sete di vendetta di Afro. Ora governa con i suoi poteri divini.
Maestro della spadaIn seguito alla morte di suo padre, Afro è stato trovato e accolto dal Maestro di una scuola per spadaccini, che poco alla volta è venuto a conoscenza del suo passato oscuro. Il Maestro cerca di convincerlo a non inseguire l’assassino di suo padre e di condurre una vita normale, creando però in Afro un conflitto interiore che alimenta ancor di più il suo desiderio di vendetta.
JinnoÈ lo studente anziano della scuola per spadaccini, un ragazzo con grandi qualità. È fedelissimo ai suoi amici, e considera Afro come un fratello, ma la sua rovina sarà proprio questa fiducia assoluta. Mentre Afro cerca di ottenere segretamente la fascetta Numero Due, infatti, Jinno lo copre rischiando la vita di tutti i membri della scuola.
OtsuruCome tutti i bambini sotto la tutela del Maestro della spada, Otsuru è un’orfana affezionata a Jinno e al suo inseparabile orsacchiotto, nonostante sia Afro il suo vero idolo.
Il DaimyoÈ il fratello maggiore del Maestro della Spada ed è l’amministratore della provincia in cui si trova il dojo. Lui e suo fratello non condividono la stessa saggezza e hanno anche conosciuto Rokutaro. Il Daimyo e il Maestro di Spada hanno trovato un giovane Afro Samurai in stato di agitazione e con il teschio di Rokutaro nel suo zaino. Prima di morire dopo una lotta con Afro Samurai, il Daimyo afferma che il Maestro di Spada è il numero due. Gli uomini rimasti del Daimyo in seguito attaccano la scuola del Maestro di Spade come rappresaglia per la morte del Daimyo.
Okiku/OtsuruOkiku è una giovane donna specializzata nell'arte di curare, cucinare e adora i fuochi d'artificio. Da bambina incontra Afro nel santuario dopo aver perso la fascia numero due e lo porta nel dojo del Maestro della Spada. Quella notte, Otsuru si ritrova a testimoniare che il resto degli assassini e gli allievi del Maestro di Spade sono stati uccisi. Otsuru sopravvive e si unisce ai Sette senza anima come agente che lavora per Fratello 1. Dopo essersi innamorata di lui, Fratello 2 e Fratello 6 la uccidono per aver aiutato Afro ad evitare di essere catturato.
I Sette senza animaSono una setta di monaci assassini che ritengono di essere gli unici qualificati a ottenere la fascetta di Numero Uno e diventare degli Dei. Utilizzano le loro vastissime risorse per uccidere Afro e sottrargli la fascetta Numero Due.
KumaJinnosuke è uno spadaccino che indossa un elmetto da orsacchiotto cibernetico (lo stesso design dell'orsacchiotto di Otsuru da quando erano bambini nel loro dojo) guadagnandosi il soprannome di "Kuma" (Orso in giapponese). Indossa un keikogi nero, hakama e allacciatura con cinturini in metallo con sandali geta, e brandisce due katane gemelle. Inoltre considera Afro Samurai il suo migliore amico e fratello.
Afro-Droidè una copia robotica semi-senziente di Afro Samurai creata dal clan dei Sette senza anima. Otsuru lo ha creato da dati presi durante i combattimenti di Afro, e riproduce tutte le sue tecniche e abilità apprese. Mentre Afro Samurai e Afro-Droid sono identici, Afro-Droid è equipaggiato con pistole, laser ed esplosivi.

## Modalità di gioco
Le meccaniche ludiche sulle quali è costruito Afro Samurai mescolano azione ed esplorazione in un gioco la cui struttura ricordano molto i giochi della scorsa generazione, Afro Samurai è un picchiaduro in terza persona 3D con elementi platform e grafica in cel shading.
Nonostante si tratti di un hack and slash, il gioco mette a disposizione diversi tipi di combo sbloccabili con il passare del tempo o eseguendo determinate azioni richieste.
Il sistema di combattimento è stato eseguito sotto la supervisione di Monty Oum.

## Colonna sonora
Il direttore musicale nonché il supervisore musicale è RZA, tuttavia a causa del poco tempo a disposizione non è stato in grado di contribuire in maniera uniforme alla realizzazione delle musiche del gioco; ha infatti formato una squadra di persone incaricate di creare musiche il più simili possibili a quelle dell’anime, nonostante questo ha inviato alla squadra solo un paio di tracce da utilizzare.
Le soundtracks utilizzate all’interno del titolo sono 45:
1. Kimono Dance // Bridgeside productions Vocals: Cole Rodgers
2. Fade To Black // Bridgeside productions Vocals: Cole Rodgers
3. Afro Fight Groove 1 // Yo-eleven Productions
4. Nothing Personal // Bridgeside productions Vocals: Cole Rodgers
5. Afro Fight Groove 2 // Yo-eleven Productions
6. Blood Shed
7. Fade To Black (FMZK Remix)
8. Afro Fight Groove 3 // Yo-eleven Productions
9. One Try // Fouché Muzik Vocals by J. Ran
10. When The Smoke Clears // Bridgeside productions Vocals: Cole Rodgers
11. Afro Fight Groove 4 // Yo-eleven Productions
12. Soul Of The Samurai // Keonte Jasper / Bridgeside productions
13. Numify
14. Afro Fight Groove 5 // Yo-eleven Productions
15. Can You Top That
16. I'm Going To Get-Cha // Fouché Muzik Vocals by J. Ran
17. Afro Fight Groove 6 // Yo-eleven Productions
18. Subliminal
19. Swoop
20. Afro Samurai Keonte Jasper // Bridgeside productions
21. Come On!
22. Family Affair Remix
23. A Warning (Rokutaro Dialog)
24. Afro Samurai Boss Fight 1
25. Afro Samurai Idea 22w
26. Afro Samurai Idea 25 v2 0w (Brother Six Boss Fight)
27. Afro Samurai Idea 5 v2 0w (The Lowdown East Pass)
28. Afro Samurai Idea 6
29. Afro Samurai Idea 8
30. Afro Samurai VG Theme
31. Black Knight's Paint The Town Red
32. Corrupt Lord (Intro Mix) (The Daimyo's Story)
33. Corrupt Lord1w (The Daimyo's Story)
34. Kuma's Song
35. Looking For Justice
36. Meditation
37. Okiku (Dialog)
38. One Try (Instrumental & Chrous)
39. Otsuru, Okiku (Dialog)
40. Paint The Town Red (Instrumental)
41. Subliminal (Vocal Remix)
42. The Father (Kid Afro Dialog)
43. The Reckoning
44. Trident Moon
45. When The Smoke Clears (Remix) //Bridgeside productions Vocals: Cole Rodgers

Le soundtrack contenute all'interno dell'album di RZA sono 25:
1. Afro Theme
2. Afro Intro
3. Certified Samurai (Featuring Talib Kweli, Lil Free & Suga Bang)
4. Just a Lil Dude "Who Dat Ovah There" (Featuring Q-Tip & Free Murder)
5. Afro's Father Fight
6. Oh (Performed by Stone Mecca)
7. The Walk (Performed by Stone Mecca)
8. Bazooka Fight I
9. Who Is Tha Man? (Featuring Reverend William Burke)
10. Ninjaman
11. Cameo Afro (Featuring Big Daddy Kane, GZA & Suga Bang)
12. Tears of a Samurai
13. Take Sword Pt. I (Featuring Berretta 9)
14. The Empty 7 Theme
15. Baby (Performed by Maurice)
16. Take Sword Pt. II (Featuring 60 Second Assassin & True Master)
17. Bazooka Fight II
18. Fury in My Eyes/Revenge (Featuring Thea Van Seijen)
19. Afro Samurai Theme (First Movement)
20. Afro Samurai Theme (Second Movement)
21. Insomnia (Bobby Digital Bonus Track, produced by J-Love)
22. So Fly (Bobby Digital Bonus Track, featuring Division)
23. We All We Got (Bobby Digital Bonus Track, featuring Black Knights)
24. Glorious Day (Featuring Dexter Wiggles)
25. Series Outro

## Doppiaggio
- Afro: Samuel L. Jackson
- Ninja Ninja: Samuel L. Jackson
- Kuma: Yuri Lowenthal
- Justice: Ron Perlman
- Fratello N°1 (I Sette senza anima): Phil LaMarr
- Fratello N°2 (I Sette senza anima): John DiMaggio
- Fratello N°3 (I Sette senza anima): Phil LaMarr
- Fratello N°4 (I Sette senza anima): TC Carson
- Fratello N°5 (I Sette senza anima): Phil LaMarr
- Fratello N°6 (I Sette senza anima): Greg Eagles
- Daimyo: William Morgan Sheppard
- Maestro della spada: TC Carson
- Otsuru: Alexandra Gold Jourden
- Young Afro Samurai: Kari Wahlgren
- OkiKu: Kelly Hu
- Rokutaro: Greg Eagles.

## Sequel e impatto sul pubblico
Il gioco ha avuto un discreto impatto sul pubblico, con 420 000 copie vendute vendute su tutte le piattaforme negli Stati Uniti e in Europa. Un episodio sequel, annunciato nel giugno del 2015 con il nome di Afro Samurai 2: Revenge of Kuma, è stato reso disponibile su PlayStation 4 e PC il 22 settembre 2015 e su Xbox One l’8 ottobre del 2015.
Il gioco fu in seguito rimosso dal PlayStation Store, Xbox Marketplace e Steam per poco impatto e feedback da parte del pubblico, con la conseguente cancellazione dei volumi 2 e 3.
| Punteggio Recensioni | Punteggio Recensioni     |
| -------------------- | ------------------------ |
| Metacritic           | PS3: 65/100 X360: 65/100 |
| Game Informer        | 7.75/10                  |
| GameSpy              | 2/5                      |
| IGN                  | 6.6/10                   |
| Everyeye.it          | 6.5/10                   |
| Multiplayer.it       | 6.8/10                   |